# Catedral de São Pedro e São Paulo (São Petersburgo)
A Catedral de São Pedro e São Paulo é uma catedral ortodoxa russa erguida entre 1712 e 1733 no centro da Fortaleza de São Pedro e São Paulo, São Petersburgo. Assim como a fortaleza que a circunda, a catedral foi projetada pelo arquiteto suíço Domenico Trezzini sob as ordens de Pedro, o Grande. 

## História

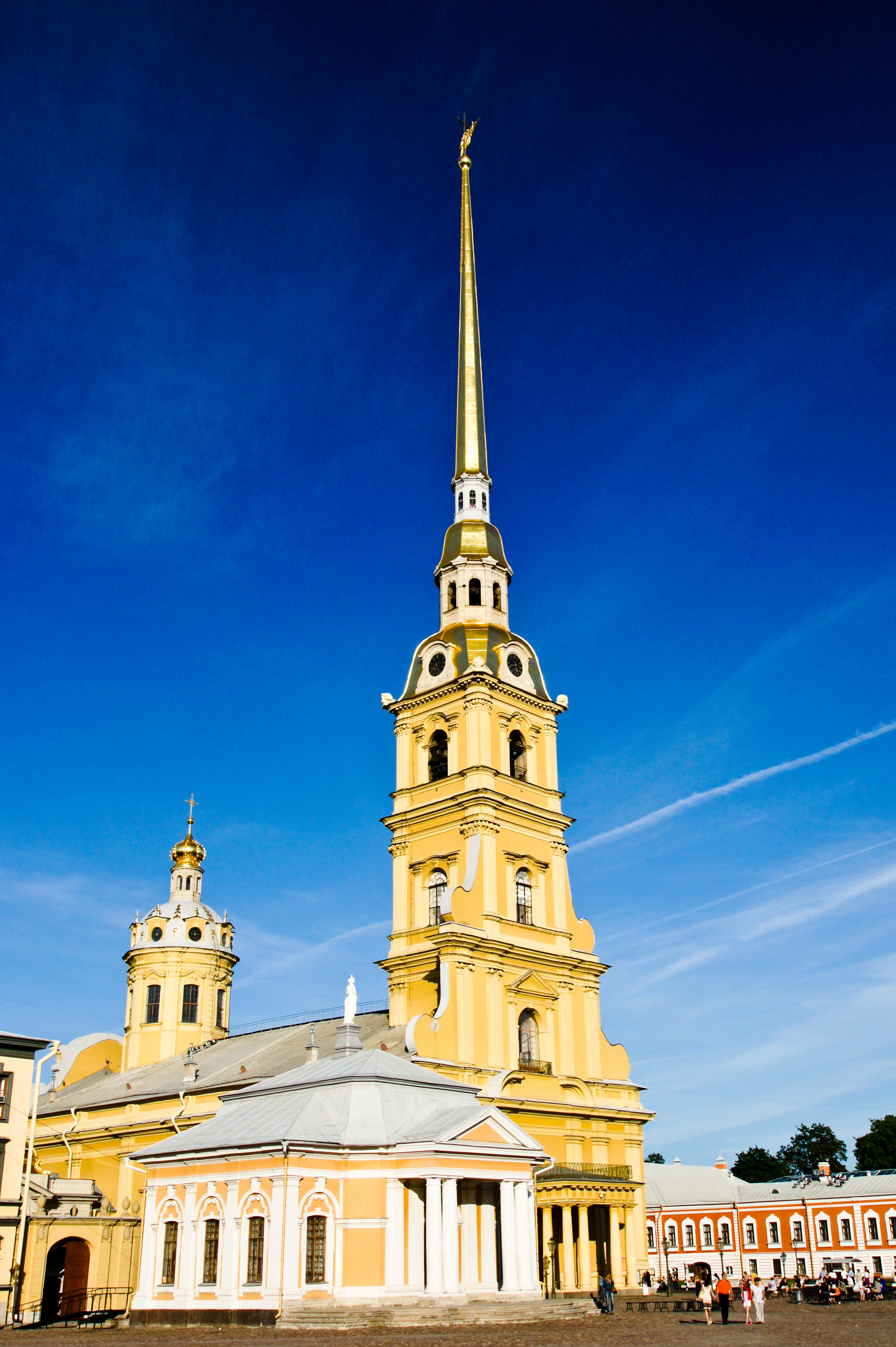
Catedral de São Pedro e São Paulo

Esta é a segunda igreja construída no mesmo local. A primeira foi inaugurada em Abril de 1704, pouco tempo após a fundação da cidade e dedicada pelo arcebispo de Veliky Novgorod. A construção da atual catedral começou em 1712 com os projetos de Domenico Trezzini. Foi concluída somente 20 anos depois, com a colocação de um anjo, símbolo de São Petersburgo, no pináculo da torre. Em 1727, foi concluído o iconóstase com figuras retratando os Evangelhos, resultado do empenho de mais de 40 artesãos russos. 
Apesar de sua beleza e delicadeza, a torre da catedral acabou sendo alvo de raios e acabou em chamas na noite de 29 de abril de 1756. Em 1766, Catarina, a Grande ordenou sua reconstrução e a recolocação do iconóstase. Neste mesmo período novos sinos foram comprados da Holanda por Ort Krass, e badalavam o hino imperial russo "Deus Salve o Tsar" a cada uma hora.

Com a queda do Império Russo, os sinos passaram a badalar o hino soviético" Atualmente a catedral é designada também um museu, o que não ofusca seu valor religioso. Abriga ainda as tumbas de todos os soberanos russos desde Pedro I, com destaque para as tumbas da Dinastia Romanov.